# Campeonato Uruguaio de Futebol de 1963
O Campeonato Uruguaio de Futebol de 1963 foi a 32ª edição da era profissional do Campeonato Uruguaio. O torneio consistiu em uma competição com dois turnos, no sistema de todos contra todos. O campeão foi o Nacional.

## Classificação[2]
| Pos | Equipe               | Pts | J  | V  | E | D  | GP | GC | SG  |
| --- | -------------------- | --- | -- | -- | - | -- | -- | -- | --- |
| 1°  | Nacional             | 31  | 18 | 15 | 1 | 2  | 40 | 10 | 30  |
| 2°  | Peñarol              | 30  | 18 | 14 | 2 | 2  | 40 | 17 | 23  |
| 3°  | Montevideo Wanderers | 21  | 18 | 8  | 5 | 5  | 24 | 20 | 4   |
| 4°  | Fénix                | 19  | 18 | 7  | 5 | 6  | 24 | 27 | -3  |
| 5°  | Racing               | 18  | 18 | 7  | 4 | 7  | 24 | 25 | -1  |
| 6°  | Rampla Juniors       | 16  | 18 | 7  | 2 | 9  | 27 | 27 | 0   |
| 7°  | Danubio              | 16  | 18 | 7  | 2 | 9  | 26 | 37 | -11 |
| 8°  | Cerro                | 13  | 18 | 4  | 5 | 9  | 26 | 32 | -6  |
| 9°  | Defensor             | 8   | 18 | 3  | 2 | 13 | 16 | 31 | -15 |
| 10° | Liverpool            | 8   | 18 | 3  | 2 | 13 | 21 | 42 | -21 |

|  | Campeão e classificado à Libertadores de 1964. |
|  | Rebaixado à Segunda Divisão.                   |

Promovido para a próxima temporada: Sud América.
| Campeonato Uruguaio de 1963   |
| ----------------------------- |
| Nacional Campeão (26º título) |